# Andrij Kucak
Andrij Awer’janowycz Kucak (ukr. Андрій Авер'янович Куцак, ros. Андрей Аверьянович Куцак, ur. 17 lipca 1903 we wsi Żerdeniwka w guberni podolskiej, zm. 12 stycznia 1974 w Mińsku) – radziecki działacz partyjny.

## Życiorys
Od 1927 należał do WKP(b). W 1934 ukończył studia w instytucie leśnym w Tbilisi, później pracował w kombinacie obróbki drewna w Homlu, w 1939 został sekretarzem Komitetu Miejskiego Komunistycznej Partii (bolszewików) Białorusi w Homlu. Od 20 maja 1940 do 17 lutego 1960 był zastępcą członka KC KP(b)B, od 1941 do 1947 był sekretarzem Komitetu Obwodowego KP(b)B w Homlu ds. kadr i jednocześnie od 19 sierpnia 1941 do 12 listopada 1942 II sekretarzem Podziemnego Komitetu Obwodowego KP(b)B w Homlu. 22 grudnia 1942 został pomocnikiem pełnomocnika KC KP(b)B na obwód homelski, od sierpnia do listopada 1943 był pełnomocnikiem KC KP(b)B i pełnomocnikiem Centralnego Sztabu Ruchu Partyzanckiego na Froncie Centralnym ds. koordynacji działań partyzanckich, po wojnie był II sekretarzem Komitetu Obwodowego KP(b)B w Homlu. Od września 1952 do stycznia 1954 był przewodniczącym Komitetu Wykonawczego Homelskiej Rady Obwodowej, a od stycznia 1954 do lipca 1956 I zastępcą przewodniczącego tego komitetu, następnie do 1957 ministrem przemysłu papierniczego i obróbki drewna Białoruskiej SRR, później pracował w Białoruskim Sownarchozie. Był odznaczony Orderem Lenina (7 marca 1943).